# 仁壽路 (新會)

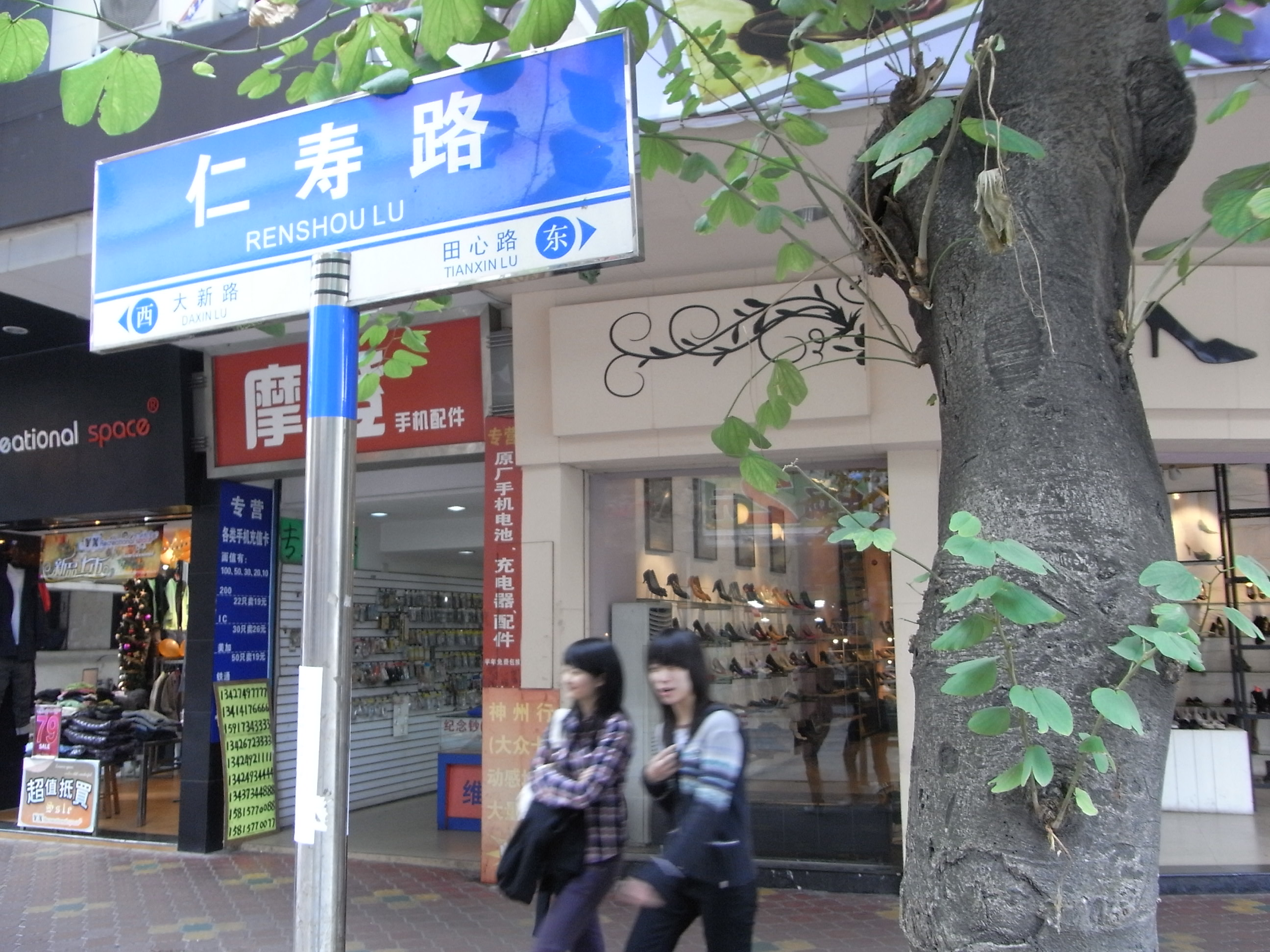
新會會城仁壽路

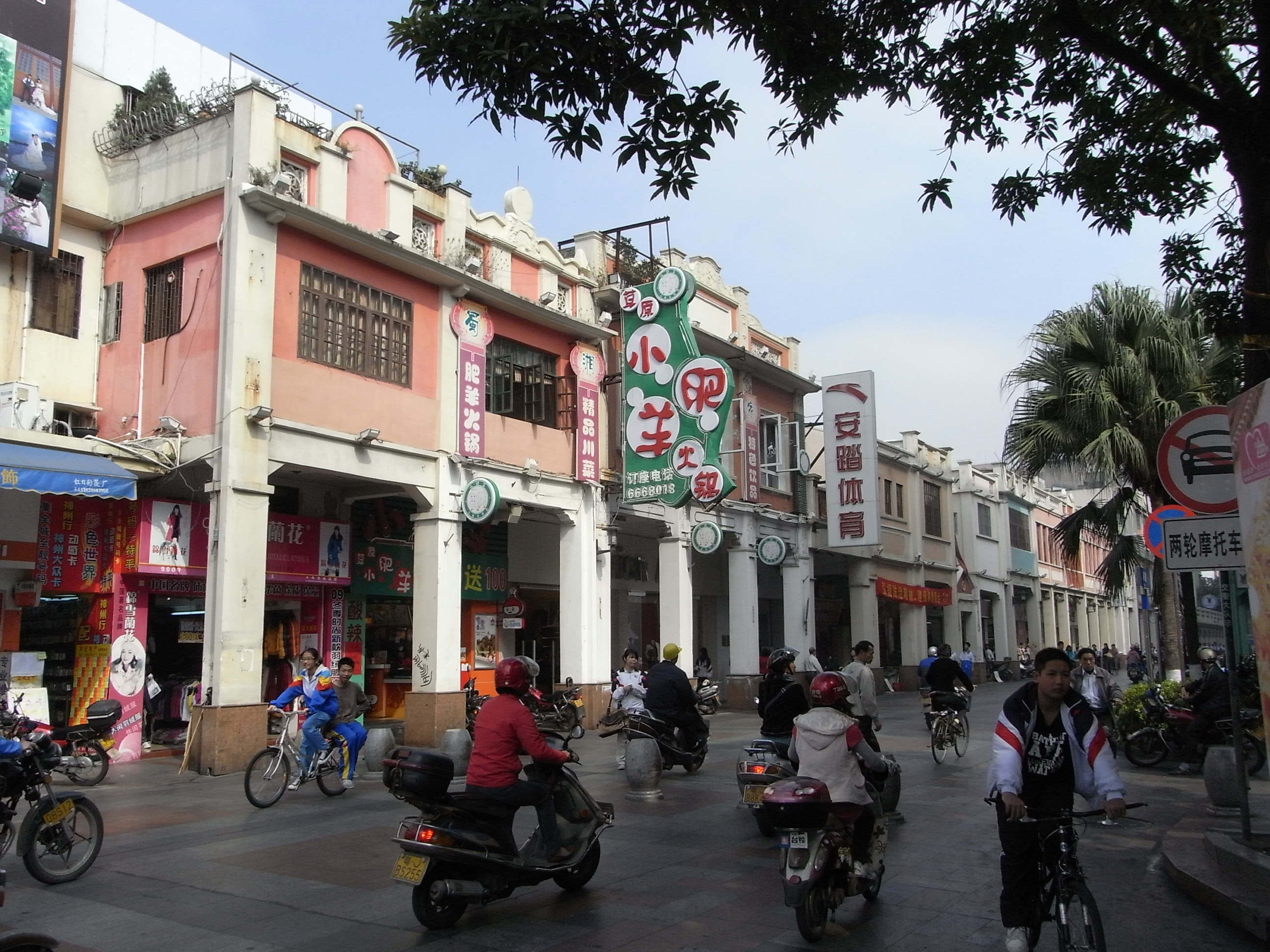
沿道商店，過路人穿梭不絕

仁壽路是江門市新會會城街道的一條歷史悠久老街道。仁壽路，俗稱塞竇口，又名仁壽坊，舊稱興賢街，從前此地有一座仁壽坊，牌坊在發展新馬路時拆卸。仁壽路一帶的十字路口是會城的中心點，成為當地文化和經濟中心已經有70多年歷史。在2002年，曾經作保育修飾，現時沿街地鋪商店不少。而其中有一座公共圖書館名為景堂圖書館，由馮景山之後人馮平山捐贈予會城政府。

## 歷史
清朝乾隆年間《新會縣誌》稱，新會城僅次於廣州、潮州，仍廣東三大名城之一。仁壽路在1929年建成，前身為新會城城池。其實歷史，可追索至洪武十七年（1384年），邑人芩得才上奏申請建千戶所、築城池。

## 外部參考
- 新會會城仁壽路